# Liste des Z 7500
Cette page est une annexe de l'article « Z 7500 ».

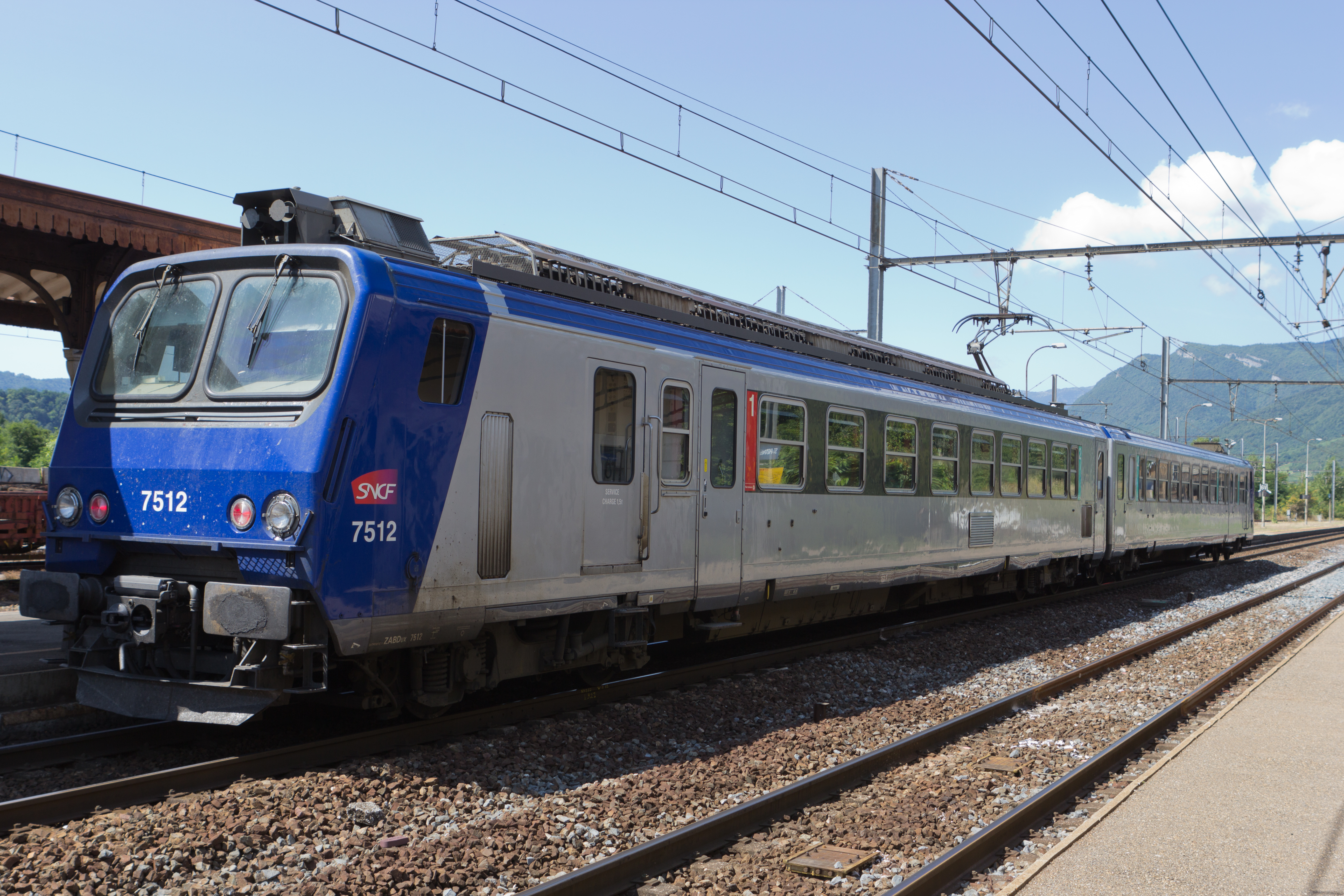
La Z 7512 en gare de Saint-Pierre-d'Albigny.

Cette liste recense les éléments du parc de Z 7500, matériel roulant de la Société nationale des chemins de fer français (SNCF).

## État du matériel
Au 10 décembre 2020, toutes la série Z 7500 sont radiées :
| Engin  | Mise en service  | Radiation        | Livrée                   | STF | Baptême (date)                        | Région propriétaire |
| ------ | ---------------- | ---------------- | ------------------------ | --- | ------------------------------------- | ------------------- |
| Z 7501 | 2 juillet 1982   | 9 décembre 2017  | TER                      |     |                                       |                     |
| Z 7502 | 28 juin 1982     | 9 décembre 2017  | TER                      |     | Châteauneuf-du-Pape (15 janvier 1983) |                     |
| Z 7503 | 27 juillet 1982  | 9 décembre 2017  | TER                      |     |                                       |                     |
| Z 7504 | 27 juillet 1982  | 10 décembre 2020 | TER Languedoc-Roussillon |     |                                       |                     |
| Z 7505 | 27 juillet 1982  | 27 décembre 2016 | TER                      |     |                                       |                     |
| Z 7506 | 10 août 1982     | 27 décembre 2016 | TER                      |     |                                       |                     |
| Z 7507 | 12 octobre 1982  | 27 décembre 2016 | TER                      |     |                                       |                     |
| Z 7508 | 12 octobre 1982  | 10 décembre 2020 | TER Languedoc-Roussillon |     |                                       |                     |
| Z 7509 | 26 novembre 1982 | 21 décembre 2017 | TER                      |     |                                       |                     |
| Z 7510 | 29 décembre 1982 | 9 décembre 2017  | TER                      |     |                                       |                     |
| Z 7511 | 14 janvier 1983  | 9 décembre 2017  | TER                      |     |                                       |                     |
| Z 7512 | 20 janvier 1983  | 9 décembre 2017  | TER                      |     |                                       |                     |
| Z 7513 | 6 octobre 1983   | 27 décembre 2016 | TER                      |     | Barbentane (18 octobre 1986)          |                     |
| Z 7514 | 12 décembre 1983 | 26 novembre 2020 | TER Languedoc-Roussillon |     |                                       |                     |
| Z 7515 | 4 janvier 1984   | 27 décembre 2016 | TER                      |     | Orange (28 juin 1986)                 |                     |